# Brompton (Kent)
Pour les articles homonymes, voir Brompton (homonymie).
Brompton est un village du Kent en Angleterre.

## Personnalités
- Thomas Edward Laws Moore (1816-1872), navigateur, y est né.
- Percy Sykes (1867-1945), officier, diplomate, écrivain, explorateur et orientaliste, y est né.